# Jaroslav Vyhnis
Jaroslav Vyhnis (12. března 1919 Plzeň-Bory – 2. prosince 2005 Praha) byl příslušník 116. perutě RAF.

## Život

### Mládí
Měl dva sourozence, jeho otec byl voják z povolání. Narodil se v kasárnách, jeho křtiny zařizoval vojenský kaplan. Započal studia Vyšší hospodářské školy v Klatovech, které nedokončil. Přihlásil se do výzvy „1000 pilotů republice“ a po absolvování výcviku se stal příslušníkem 1. leteckého pluku TGM v Milovicích. Zde prodělal pěší výcvik, na letišti Boží dar poté i pilotní výcvik. Při obsazení republiky nacisty byl již pilotem-stíhačem v hodnosti desátníka, u 43. letky 4. stíhacího leteckého pluku v Praze-Kbelích.

### Polsko
V roce 1939 přešel s několika přáteli (jedním z nich byl např. Josef František) přes Ostravu do Polska, kde přijal spolu s dvanácti dalšími letci nabídku pro vstup do polského vojenského letectva. Úkolem československých letců zde byl výcvik polských letců. Na začátku září 1939 došlo k zahájení německého útoku na Polsko. Jaroslav Vyhnis se pokusil zabránit Němcům v napadení letiště. Útok skončil neúspěchem, touto akcí se však Jaroslav Vyhnis stal prvním československým pilotem, který ve válečném konfliktu zasáhl do bojů proti Luftwaffe. Po přepadení Polska byl nucen s dalšími Poláky ustoupit směrem k východním hranicím, jednotka byla napadána sovětskými i německými letadly, nakonec se dostal do sovětského zajetí. Prošel několika sovětskými internačními tábory, v říjnu 1940 byl repatriován do Velké Británie, 28. října přistál v Liverpoolu 

### Velká Británie
V Anglii byl pro urážku důstojníka Královského letectva přeřazen k československé pozemní jednotce, kde sloužil jako řidič tahače u dělostřelecké jednotky. V červnu 1941 se dostal zpět k letectvu. V červenci 1941 byl povýšen na četaře. Poté absolvoval přeškolovací a operační výcvik. V dubnu 1942 byl při přistání zraněn, léčil se čtyři měsíce v nemocnici v Oxfordu. Po vyléčení se stal příslušníkem 116. perutě RAF. Peruť během války prováděla speciální úkoly. Sloužila k dopravě osob nad nepřátelským územím, spolupracovala s protiletadlovým dělostřelectvem či například vyhledávala ponorky. V roce 1943 byl opět těžce raněn, po vyléčení působil do srpna 1943 jako instruktor. Létal poté s adepty radiotelegrafiky a později sloužil u jednotky pro přepravu letounů. Na jaře 1945 létal jako instruktor u výcvikové jednotky na severovýchodě Anglie. V době služby u Britského královského letectva nebyl zařazen jako bojový pilot.

### Život po válce
V srpnu 1945 se vrátil do Československa. V říjnu 1945 byl povýšen na podporučíka. Krátce létal ve Škole pro učitele létání v Olomouci. Z vlastní vůle odešel v listopadu 1946 z letectva a pracoval jako vojenský referent. Poté pracoval v textilním průmyslu, na šachtě ve Zbůchu, jako řidič ČSAD, v hotelovém průmyslu, v pohostinství a jako rekreační referent. V roce 1965 byl částečně rehabilitován a povýšen na majora. Roku 1977 odešel do důchodu.

### Život po roce 1989
Po roce 1989 došlo k jeho úplné rehabilitaci a roku 1990 byl povýšen na plukovníka. Přítel a podnikatel Jan Horal jej zaměstnal v letech 1998 až 2005 ve svém Hotelu Duo v Praze jako zástupce vedoucího úseku sportcentra.
V roce 2005 byl jedním z válečných veteránů, kteří kritizovali postup ministerstva spravedlnosti v kauze katarského prince.

## Autor knihy
Zážitky Jaroslava Vyhnise z jeho válečného působení jsou popsány v knize Zahájil jsem leteckou válku z roku 2002.

## Ocenění
Plukovník Jaroslav Vyhnis byl nositelem řady československých, polských a britských vyznamenání.
Dne 19. prosince 2006 se stal čestným občanem městské části Praha 18.
Při příležitosti stého výročí vzniku Československé republiky představil fotograf Jadran Šetlík soubor portrétů nazvaný Galerie osobností R.A.F. Jaroslav Vyhnis byl jednou z fotografovaných osobností.

### Vyznamenání
- Medaile za účast ve válce roku 1939 (Polsko)
- Československý válečný kříž 1939
- Československá medaile Za chrabrost před nepřítelem
- Československá vojenská medaile za zásluhy, I. stupeň
- Kříž za chrabrost (Polsko)
- Medaile za zásluhy o ČSLA, II. stupeň
- Záslužný kříž ministra obrany České republiky, III. stupeň
- Pamětní medaile československé armády v zahraničí
- Pamětní medaile k 20. výročí osvobození ČSSR
- Hvězda 1939–1945
- Evropská hvězda leteckých osádek
- Medaile Za obranu
- Válečná medaile 1939-1945